# Cydr jabłkowy

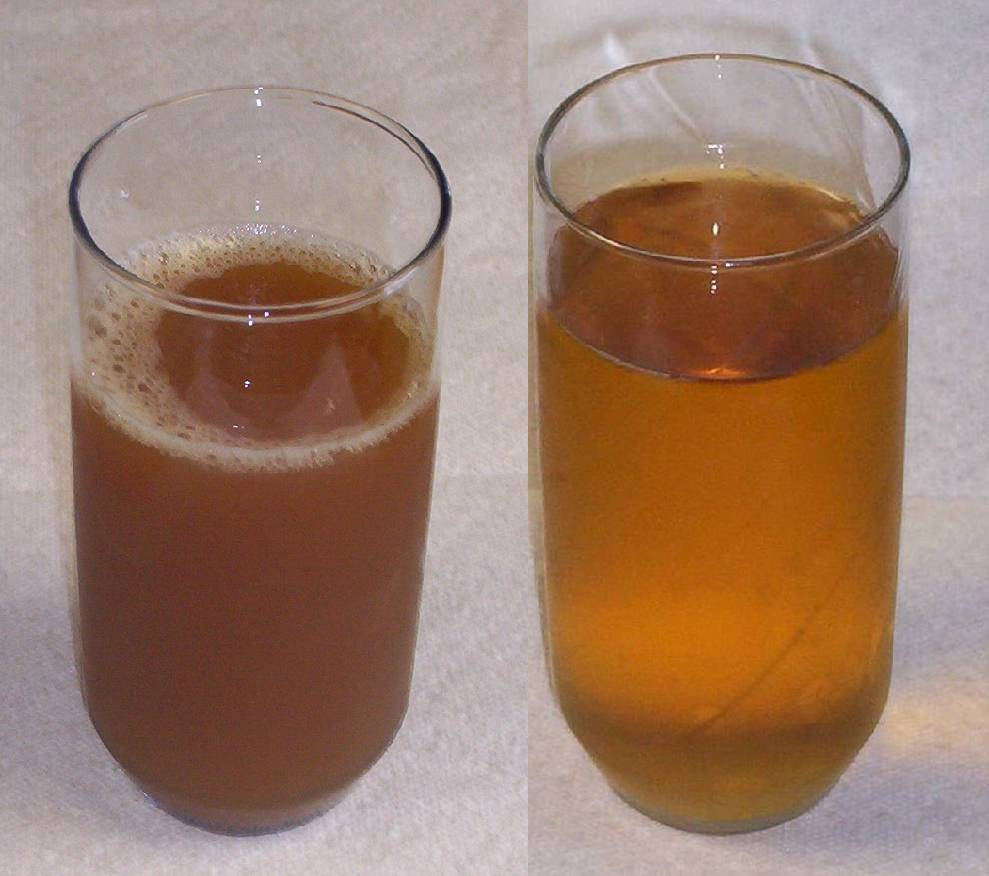
Amerykański cydr jabłkowy (po lewej) w porównaniu z sokiem jabłkowym.

Cydr jabłkowy (ang. apple cider) – napój bezalkoholowy popularny w Stanach Zjednoczonych i Kanadzie. Powstaje przez wyciskanie jabłek i jest bardziej mętny i kwaśny w porównaniu do czystego soku jabłkowego, co jest wynikiem dodania pulpy jabłkowej do napoju. W odróżnieniu od klasycznej wersji cydru nie zawiera alkoholu.
Najchętniej spożywany jest późną jesienią, w okresie zbiorów jabłek. Stanowi popularny napój podczas świąt Halloween i Dziękczynienia.